# شانزدهمین نشست جنبش غیرمتعهدها

کشورهای عضو
کشورهای ناظر

شانزدهمین دوره نشست جنبش غیرمتعهدها از ۵ تا ۱۰ شهریور ۱۳۹۱ (۲۶ تا ۳۱ اوت ۲۰۱۲) در تهران برگزار شد. به گزارش خبرگزاری جمهوری اسلامی، بیش از ۱۰۰ کشور از ۱۲۰ کشور عضو در این نشست حضور داشتند و ۳۰ نفر از شرکت‌کنندگان رئیس‌جمهوری، نخست‌وزیر و معاون رئیس‌جمهور بودند. محمد شیخان اعلام کرد: ۲۰۰۰ خبرنگار داخلی و خارجی این اجلاس را پوشش می‌دهند. وبگاه بی‌بی‌سی فارسی به نقل از علی سعیدلو رئیس ستاد برگزاری شانزدهمین اجلاس سران جنبش غیرمتعهدها نقل کرده‌است که سران ۵۱ کشور به تهران خواهند آمد.
دولت ایران اعلام کرده‌است که دستگاه‌های دولتی در تهران به مناسبت شانزدهمین اجلاس سران جنبش غیرمتعهدها در روزهای سه‌شنبه تا شنبه (هفتم تا یازدهم شهریور) تعطیل خواهد بود.
بان کی مون در نشست سران جنبش غیرمتعهدها در تهران شرکت کرد. مدیر کل مطبوعات خارجی وزارت فرهنگ و ارشاد اسلامی، از تقاضای ۸۷ رسانه از ۳۰ کشور جهان برای پوشش اجلاس غیرمتعهدها در تهران خبر داد.
در این نشست ریاست جنبش غیرمتعهدها از مصر به ایران منتقل می‌شود.
ایران در نشست تهران برای ۳ سال ریاست این جنبش را بر عهده می‌گیرد.

## مسئولان
| محمود احمدی‌نژاد | رئیس اجلاسیه شانزدهم                     |
| علی سعیدلو      | رئیس ستاد برگزاری                        |
| محمد شیخان      | معاون ارتباطات و اطلاع‌رسانی ستاد برگزاری |
| مصطفی سنجری     | گرافیست - طراح لوگوی اجلاس               |

## نشست سران

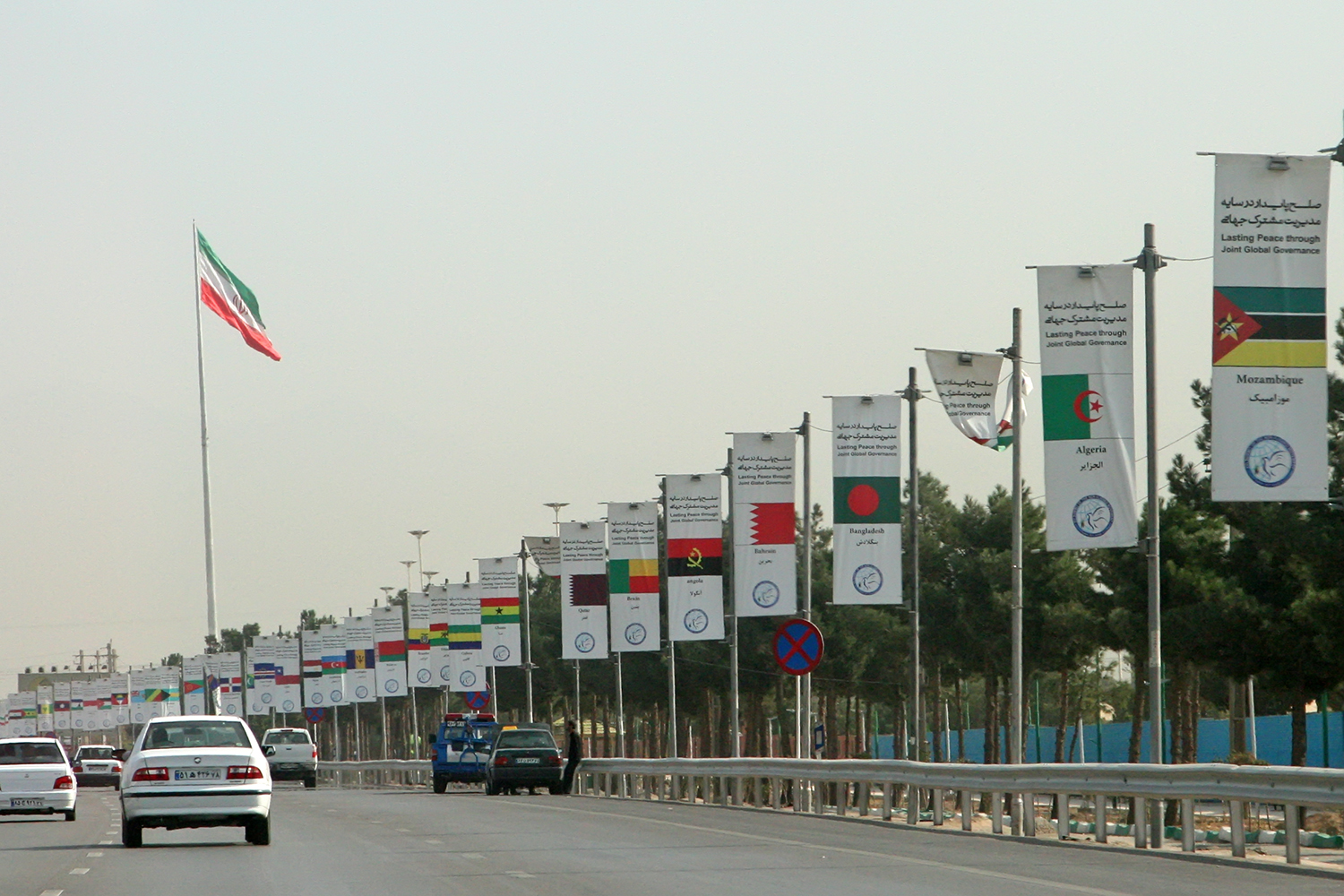
پرچم کشورهای شرکت‌کننده به همراه شعار مخصوص اجلاس که در یکی از بزرگراه‌های تهران نصب شده‌اند

نشست سران کشورهای عضو عدم تعهد با حضور ۲۴ رئیس‌جمهور و ۸ نخست‌وزیر و ۳ پادشاه، ۹ معاون رئیس‌جمهور و ۸۰ وزیر (۶۰ نفر وزیرخارجه بودند) و ۲ رئیس‌مجلس و ۹ فرستادهٔ ویژه و… پیش از ظهر پنجشنبه ۹ شهریور ۱۳۹۱ آغاز به کار کرد. در این اجلاس کسانی دیگر مانند دبیرکل سازمان ملل و اتحادیه‌های دیگر بودند.
در آغاز این نشست سید علی خامنه‌ای رهبری ایران سخنرانی کرد. سپس محمد مرسی رئیس‌جمهور مصر رئیس وقت اجلاس (که بایست پس از سخنرانی ریاست را به رئیس‌جمهور ایران بدهد) و بان کی مون دبیرکل سازمان ملل ادامه یافت. پس از سخنرانی مرسی محمود احمدی‌نژاد رئیس‌جمهور ایران سخنرانی کرد. پس از سخنرانی احمدی‌نژاد مرسی ریاست جنبش را از مصر به ایران تحویل داد و پس از سخنرانی مان موهان سینگ نخست‌وزیر هندوستان جلسهٔ صبح پایان یافت.

## سخنرانی‌های مهم

### سید علی خامنه‌ای

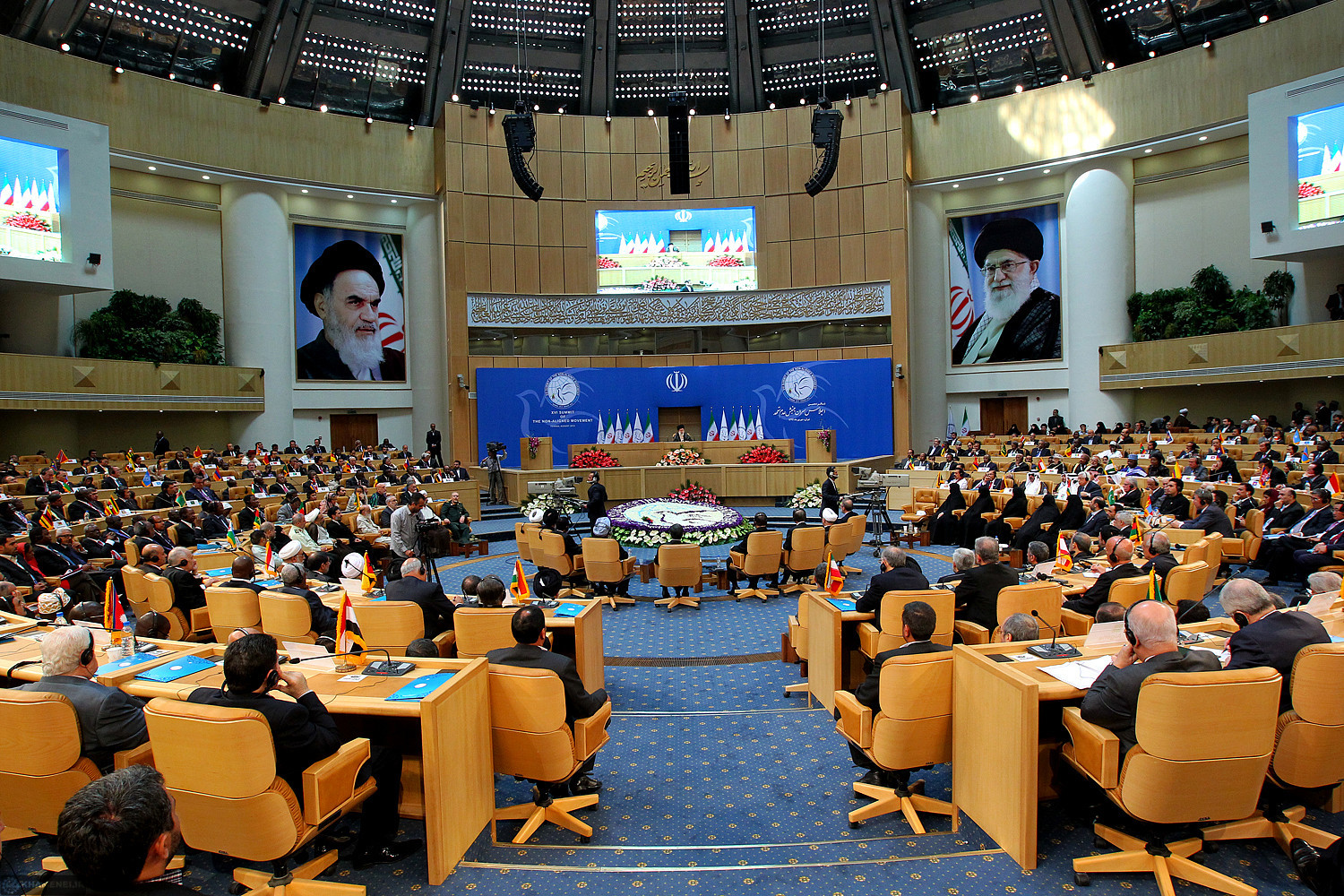
شانزدهمین اجلاس سران جنبش عدم تعهد در سالن اجلاس سران تهران

سید علی خامنه‌ای نخستین سخنران این نشست بود که پیش از آغاز کار رسمی نشست سخنرانی کرد.
- اشاره به هدف بنیان‌گذاران جنبش عدم تعهد و گوشزد کردن برای برگشت به آن هدف‌ها و جان بخشیدن به آن‌ها ونده بودن آرمان‌های جنبش پس از شش دهه و تأکید بر آرمان‌گرایی
- اعلان شکست سیاست‌های دوران جنگ سرد و یک‌جانبه‌گرایی پس از آن و ظهور قدرت‌های نو با کاستن توان ابرقدرت‌ها و حادثه‌های نشانهٔ‌گذار و نوید نظامی چندوجهی با مدیریتی عادلانه و مشارکتی را در پهنهٔ گیتی با نگهداری پیوند اعضای جنبش ونقد سازوکار شورای امنیت و استبدادی خواندن آن و تحریف شدن مفهوم حقوق بشر توسط غرب

شرایط کنونی جهان فرصتی شاید تکرارنشدنی برای جنبش عدم تعهد است. سخن ما آن است که اتاق فرمان جهان نباید با دیکتاتوری چند کشور غربی اداره شود. باید بتوان یک مشارکت دموکراتیک جهانی را در عرصهٔ مدیریت بین‌المللی شکل داد و تضمین کرد. این است نیاز همهٔ کشورهایی که مستقیم یا غیرمستقیم از دست‌اندازی چند کشور زورگو و سلطه‌طلب زیان دیده‌اند و می‌بینند.

- ضرورت خلع سلاح‌های فاجعه‌بار، تأکید بر اینکه عدم استفاده از سلاح هسته‌ای و شیمیایی و کوتاه نیامدن از حق هسته‌ای ایران
- تأکید بر مقاومت و بی‌اثر بودن فشارها و بیان غصب فلسطین جنایت‌های صهیونیست‌ها و دروغ‌ها، و ارایهٔ راهکار همه‌پرسی از فلسطینیان با شکست راهکارهای غربی؛ «فلسطین متعلق به فلسطینیان است»
- نقش مهم جنبش در نظم نو جهانی و تأکید بر همکاری کامل و نترسیدن از قدرت‌ها و تکیه به خدا، ارتقای بهره‌وری سیاسی جنبش در مدیریت جهانی[۱۲][۱۳]

برخی کسانی که در حاشیهٔ اجلاس با او دیدار کردند سخنانش را ستودند. رئیس‌جمهور تاجیکستان سخنان وی را مایهٔ پویایی و تأثیرگذاری جنبش و رئیس‌جمهور زیمبابوه سخنانش را ارزشمند دانست.

### محمد مرسی
مرسی که نخستین سخنران رسمی (پس از علی خامنه‌ای) بود سخنانش را با درود فرستادن به ابوبکر، عمر و عثمان، ۳ تن از خلفای اهل سنت آغاز کرد و از ایران و تلاشش سپاس‌گزاری کرد و به توصیف مصر انقلابی پرداخت.
بندهای سخنان او عبارت است از:
- اهمیت جنبش عدم تعهد و تلاش برای ساخت دنیایی عادلانه‌تر
- اصلاح ساختار شورای امنیت سازمان ملل و ناعادلانه خواندن حق وتو
- تأکید بر اتحاد فلسطینیان با هم در برابر اشغالگری و تشکیل دولت مستقل فلسطین
- آمادگی مصر برای حل بحران سوریه و حمایت از مردم سوریه، درخواست راه حل مسالمت‌آمیز و گفت‌گو و سرکوبگر خواندن نظام بشار اسد، درخواست متحد شدن همهٔ مخالفان نظام سوریه برای بردن سوریه به مرحله‌ای تازه[۱۷]
- تأکید بر حق همه در استفاده از انرژی صلح‌آمیز هسته‌ای
- برادر خواندن کشور ایران و موفق خواندن اجلاس در دورهٔ ریاست مصر و اظهار دست دراز کردن برای دوستی با ایران و دیگران
- ابراز هماهنگی با کشور برادر ایران در سه سال ریاست ایران و ابراز اطمینان از موفقیت ایران تحقق هدف‌ها و خواسته‌های ملت‌ها را، او گفت «ملت‌های جهان چشم امیدشان به ملت‌های ماست»

مرسی برای تحویل ریاست به احمدی‌نژاد از حاضران پرسید: «آیا آقای دکتر احمدی‌نژاد رئیس شانزدهمین دورهٔ این جنبش است؟» آیا موافق اید؟ پس از تشویق حاضران مرسی گفت بنابراین همه با اجماع موافقت کردند پس ایران ریاست جنبش را بر عهده می‌گیرد. وی برای احمدی‌نژاد آرزوی موفقیت کرد.

#### تحریف ترجمه سخنرانی مرسی
مترجم سخنان محمد مرسی در صدا و سیمای جمهوری اسلامی، با نام «امجد فرشی» عراقی‌تبار ساکن تهران، در هنگام پخش مستقیم این سخنرانی اظهارات رئیس‌جمهوری مصر را تحریف و عوض کرد و به جای سوریه، از واژه بحرین، به جای انقلاب از واژه فتنه و بهار عربی از واژه بیداری اسلامی استفاده کرد. عمرو رشدی سخنگوی رسمی وزارت امور خارجه مصر با تکذیب بخشی از ترجمه ارائه شده از صحبت‌های محمد مرسی رئیس‌جمهور مصر در اجلاس سران کشورهای عضو جنبش عدم تعهد در تهران توسط صدا و سیمای جمهوری اسلامی ایران گفت که مرسی در سخنانش هیچ اشاره‌ای به کشور بحرین نکرده است.
هیئت سوری در اعتراض به اظهارات مرسی محل اجلاس را ترک کرد و ولید معلم، وزیر خارجه سوریه، در گفتگو با شبکه تلویزیونی العالم گفت «آقای مرسی با مداخله در امور داخلی سوریه، بار دیگر علیه سنت‌های جنبش غیرمتعهدها عمل کرده است» و افزود که دیدگاه‌های رئیس‌جمهوری مصر در مورد سوریه «بیشتر به اظهارات رهبر یک حزب شباهت دارد تا رئیس جنبش غیرمتعهدها.»
وزارت امور خارجه بحرین نیز با احضار کاردار ایران در این کشور، رسماً به ترجمه نادرست و نام بردن از بحرین به جای سوریه اعتراض کرد. وزارت خارجه بحرین عملکرد رادیو و تلویزیون دولتی ایران را اقدام به جعل و نقض عهد خواند و آن را نشانه‌ای از تلاش این رسانه برای مداخله در امور داخلی پادشاهی بحرین دانست.

### بان کی مون
من قویا هر گونه تهدید به نابودی را که از سوی یکی اعضای عضو علیه عضو دیگر سازمان ملل مطرح بشود و هم‌چنین با تلاش‌های زشت و زننده برای انکار حقایق تاریخی مانند هولوکاست، به شدت مخالفم». 
بان کی‌مون، دبیرکل سازمان ملل متحد در شانزدهمین نشست جنبش غیرمتعهدها در تهران.

### محمود احمدی‌نژاد
محمود احمدی‌نژاد پیش از تحویل گرفتن ریاست از مرسی، سخنرانی کرد. او بدون اشاره‌ای مستقیم به مسئلهٔ سوریه و برخی مسئله‌های جزیی‌تر، بیشتر به مسائل کلی و پیشنهادهایی تازه پرداخت.
محور سخنان اصلی احمدی نژاد:
- ناخشنودی ملت‌ها از وضع کنونی و شکل نو استعمار در دورهٔ اخیر؛ مانند تمرکز اقتصاد و قدرت اقتصادی و ثروت‌ها در چند کشور، انحصار دانش و فناوری و سوءاستفاده از آن، تهاجم فرهنگی و نابودی هویت، انهدام زن و بنیاد خانواده، فروش سلاح و جنگ‌افروزی و اشغال کشورها، گسترش و تقویت تروریسم و مواد مخدر
- اعتراض به سلطهٔ گروهی خاص بر مدیریت جهان و خودخواهانه و سلطه‌طلبانه آن.
- زیرسوال بردن مدیریت شورای امنیت و اشاره به کمک او به گسترش ستم اسرائیل
- لزوم به پا خاستن برای اصلاح مدیریت جهان در چارچوب عشق و مهرورزی به انسان‌ها در کنار مشارکت همگانی
- استقلال و تأسیس نهادهای لازم مانند داوری و بیمه و حذف ارز خاص با توجه به ظرفیت کشورها[۲۵][۲۶]

## بیانیه پایانی اجلاس
بیانیه نهایی اجلاس جنبش عدم تعهد در ۱۱ بند که در آن به مسائل متنوعی از جمله بحران‌های سیاسی و اقتصادی، موضوع فلسطین، دارا بودن حق انرژی صلح‌آمیز هسته‌ای و صلح پایدار جهانی اشاره شده‌است، منتشر شد.

## شرکت کنندگان
نشست سران کشورهای عضو عدم تعهد با حضور ۲۴ رئیس‌جمهور، ۸ نخست‌وزیر و ۳ پادشاه، نیز ۹ معاون رئیس‌جمهور، ۸۰ وزیر (۶۰ نفرشان وزیرخارجه)، ۲ رئیس‌مجلس و ۹ فرستادهٔ ویژه و… برگزار شد. در این اجلاس نمایندگانی از کشورهای ناظر و از سوی بعضی سازمان‌های جهانی یا منطقه‌ای مانند دبیرکل سازمان ملل و اتحادیه‌های آفریقا و عرب و… نیز شرکت داشتند.
| - اجلاس شانزدهم سران جنبش عدم تعهد - کشور میزبان و رئیس آن به صورت درشت نمایش داده شده است | - اجلاس شانزدهم سران جنبش عدم تعهد - کشور میزبان و رئیس آن به صورت درشت نمایش داده شده است | - اجلاس شانزدهم سران جنبش عدم تعهد - کشور میزبان و رئیس آن به صورت درشت نمایش داده شده است | - اجلاس شانزدهم سران جنبش عدم تعهد - کشور میزبان و رئیس آن به صورت درشت نمایش داده شده است |
| عضو                                                                                        | عضو                                                                                        | نماینده                                                                                    | عنوان                                                                                      |
| ------------------------------------------------------------------------------------------ | ------------------------------------------------------------------------------------------ | ------------------------------------------------------------------------------------------ | ------------------------------------------------------------------------------------------ |
| جمهوری آذربایجان                                                                           | جمهوری آذربایجان                                                                           | المار محمدیار یاروف                                                                        | وزیر امور خارجه                                                                            |
| آفریقای جنوبی                                                                              | آفریقای جنوبی                                                                              | مایته ماشابانه                                                                             | وزیر امور خارجه                                                                            |
| جمهوری آفریقای مرکزی                                                                       | جمهوری آفریقای مرکزی                                                                       | فرانسوا بوزیزه                                                                             | رئیس‌جمهور                                                                                  |
| آنتیگوآ و باربودا                                                                          | آنتیگوا و باربودا                                                                          |                                                                                            | سفیر                                                                                       |
| آنگولا                                                                                     | آنگولا                                                                                     |                                                                                            | وزیر امورخارجه                                                                             |
| اتیوپی                                                                                     | اتیوپی                                                                                     |                                                                                            | مدیر کل وزارت امور خارجه                                                                   |
| اردن                                                                                       | اردن                                                                                       | حسن بن طلال                                                                                | نماینده ویژه (قائم مقام وزارت امور خارجه)                                                  |
| اریتره                                                                                     | اریتره                                                                                     |                                                                                            | وزیر امورخارجه                                                                             |
| ازبکستان                                                                                   | ازبکستان                                                                                   |                                                                                            |                                                                                            |
| افغانستان                                                                                  | افغانستان                                                                                  | حامد کرزای                                                                                 | رئیس‌جمهور                                                                                  |
| اکوادور                                                                                    | اکوادور                                                                                    | جورج آرنالو                                                                                | وزیر امور خارجه (وزیر هماهنگی امور امنیت داخلی و خارجی)                                    |
| الجزایر                                                                                    | الجزایر                                                                                    | عبدالقادر بن صالح                                                                          | رئیس مجلس                                                                                  |
| امارات متحده عربی                                                                          | امارات متحده عربی                                                                          | سعود بن راشد المعلی                                                                        | عضو شورای عالی امارات متحده عربی و حاکم امارت ام‌القوین                                     |
| اندونزی                                                                                    | اندونزی                                                                                    | بودی یانو                                                                                  | معاون اول رئیس‌جمهور                                                                        |
| اوگاندا                                                                                    | اوگاندا                                                                                    | یووری کابوتا                                                                               | رئیس‌جمهور                                                                                  |
| ایران                                                                                      | ایران                                                                                      | محمود احمدی‌نژاد                                                                            | رئیس‌جمهور                                                                                  |
| باربادوس                                                                                   | باربادوس                                                                                   |                                                                                            |                                                                                            |
| باهاما                                                                                     | باهاما                                                                                     |                                                                                            | وزیر امور خارجه                                                                            |
| بحرین                                                                                      | بحرین                                                                                      | خلیل بن احمد آل خلیفه                                                                      | سفیر نماینده دائمی در سازمان ملل متحد و وزیر امور خارجه                                    |
| برونئی                                                                                     | برونئی                                                                                     | پرنس محمد بولکیا                                                                           | وزیر امور خارجه                                                                            |
| بوروندی                                                                                    | بروندی                                                                                     |                                                                                            | وزیر روابط خارجی و همکاری بین‌المللی                                                        |
| بلاروس                                                                                     | بلاروس                                                                                     | ولادیمیر ماکی                                                                              | وزیر امور خارجه                                                                            |
| بلیز                                                                                       | بلیز                                                                                       |                                                                                            | مدیر کل وزارت امور خارجه                                                                   |
| بنگلادش                                                                                    | بنگلادش                                                                                    | شیخ حسینه                                                                                  | نخست‌وزیر                                                                                   |
| بنین                                                                                       | بنین                                                                                       | یایی بونی                                                                                  | رئیس‌جمهور                                                                                  |
| بوتان (کشور)                                                                               | بوتان                                                                                      | جیگمی تینلی                                                                                | نخست‌وزیر                                                                                   |
| بوتسوانا                                                                                   | بوتسوانا                                                                                   |                                                                                            | معاون مدیرکل وزارت امور خارجه                                                              |
| بورکینافاسو                                                                                | بورکینافاسو                                                                                | بلز کمپائوره                                                                               | رئیس‌جمهور                                                                                  |
| بولیوی                                                                                     | بولیوی                                                                                     |                                                                                            | وزیر امور خارجه                                                                            |
| پاپوآ گینه نو                                                                              | پاپوآ گینه نو                                                                              |                                                                                            | فرستاده ویژه نخست‌وزیر (وزیر دادگستری)                                                      |
| پاکستان                                                                                    | پاکستان                                                                                    | آصف‌علی زرداری                                                                              | رئیس‌جمهور                                                                                  |
| پاناما                                                                                     | پاناما                                                                                     |                                                                                            |                                                                                            |
| پرو                                                                                        | پرو                                                                                        |                                                                                            | سفیر و نماینده دائمی در سازمان ملل متحد                                                    |
| تانزانیا                                                                                   | تانزانیا                                                                                   |                                                                                            | معاون رئیس‌جمهور                                                                            |
| تایلند                                                                                     | تایلند                                                                                     |                                                                                            | وزیر امور خارجه                                                                            |
| ترکمنستان                                                                                  | ترکمنستان                                                                                  | قربان قلی بردی محمداف                                                                      | رئیس‌جمهور                                                                                  |
| ترینیداد و توباگو                                                                          | ترینیداد و توباگو                                                                          |                                                                                            | سفیر یا مدیرکل وزارت امور خارجه                                                            |
| توگو                                                                                       | توگو                                                                                       |                                                                                            | وزیر امور خارجه                                                                            |
| تونس                                                                                       | تونس                                                                                       |                                                                                            | وزیر امور خارجه                                                                            |
| تیمور شرقی                                                                                 | تیمور شرقی                                                                                 |                                                                                            |                                                                                            |
| جامائیکا                                                                                   | جامائیکا                                                                                   |                                                                                            |                                                                                            |
| جیبوتی                                                                                     | جیبوتی                                                                                     | اسماعیل عمر غیله                                                                           | رئیس‌جمهور                                                                                  |
| جمهوری دومینیکن                                                                            | جمهوری دومینیکن                                                                            |                                                                                            | وزیر همگرایی‌هایی منطقه‌ای                                                                   |
| جمهوری کنگو                                                                                | جمهوری کنگو                                                                                |                                                                                            | وزیر امور خارجه                                                                            |
| جمهوری دموکراتیک کنگو                                                                      | جمهوری دمکراتیک کنگو                                                                       |                                                                                            | نماینده رئیس‌جمهور (معاون اول نخست‌وزیر)                                                     |
| چاد                                                                                        | چاد                                                                                        |                                                                                            | وزیر امور خارجه و همگرایی                                                                  |
| دومینیکا                                                                                   | دومنیکا                                                                                    |                                                                                            |                                                                                            |
| رواندا                                                                                     | روآندا                                                                                     |                                                                                            |                                                                                            |
| زامبیا                                                                                     | زامبیا                                                                                     |                                                                                            | معاون رئیس‌جمهور                                                                            |
| زیمبابوه                                                                                   | زیمبابوه                                                                                   | رابرت موگابه                                                                               | رئیس‌جمهور                                                                                  |
| ساحل عاج                                                                                   | ساحل عاج                                                                                   |                                                                                            | نماینده رئیس‌جمهور (وزیر طرح و توسعه)                                                       |
| سائوتومه و پرنسیپ                                                                          | سائوتومه و پرینسیپ                                                                         |                                                                                            |                                                                                            |
| سری‌لانکا                                                                                   | سری‌لانکا                                                                                   | ماهیندا راجاپاکسا                                                                          | رئیس‌جمهور                                                                                  |
| سنت لوسیا                                                                                  | سنت لوسیا                                                                                  |                                                                                            |                                                                                            |
| سنت کیتس و نویس                                                                            | سنت کیتس و نویس                                                                            |                                                                                            | سفیر                                                                                       |
| سنت وینسنت و گرنادین‌ها                                                                     | سنت وینسنت و گرنادین‌ها                                                                     |                                                                                            | وزیر امور خارجه و تجارت خارجی                                                              |
| سنگاپور                                                                                    | سنگاپور                                                                                    |                                                                                            | نماینده ویژه نخست‌وزیر                                                                      |
| سنگال                                                                                      | سنگال                                                                                      | علیون بن سیسه                                                                              | وزیر امور خارجه                                                                            |
| اسواتینی                                                                                   | سوازیلند                                                                                   | بارناباس سیبوسیسو دلامینی                                                                  | نخست‌وزیر                                                                                   |
| سودان                                                                                      | سودان                                                                                      | عمر البشیر                                                                                 | رئیس‌جمهور                                                                                  |
| سورینام                                                                                    | سورینام                                                                                    | میشل کاردنسل                                                                               | فرستاده ویژه رئیس‌جمهور                                                                     |
| سوریه                                                                                      | سوریه                                                                                      | وائل نادر حلقی                                                                             | نخست‌وزیر                                                                                   |
| سومالی                                                                                     | سومالی                                                                                     |                                                                                            | معاون وزیر امور خارجه                                                                      |
| سیشل                                                                                       | سیشل                                                                                       |                                                                                            | سفیر در دهلی نو                                                                            |
| سیرالئون                                                                                   | سیرا لئون                                                                                  |                                                                                            | وزیر امور خارجه                                                                            |
| شیلی                                                                                       | شیلی                                                                                       |                                                                                            | قائم مقام وزارت امور خارجه                                                                 |
| عراق                                                                                       | عراق                                                                                       | نوری المالکی                                                                               | نخست‌وزیر                                                                                   |
| عربستان سعودی                                                                              | عربستان سعودی                                                                              | عبدالعزیز بن عبدالله                                                                       | نماینده ویِژه ملک عبدالله (فرزند پادشاه)                                                    |
| عمان                                                                                       | عمان                                                                                       | یحیی بن محفوظ المنذری                                                                      | رئیس مجلس                                                                                  |
| غنا                                                                                        | غنا                                                                                        |                                                                                            | دستیار ویژه رئیس‌جمهور                                                                      |
| فلسطین                                                                                     | فلسطین                                                                                     | محمود عباس                                                                                 | رئیس تشکیلات خودگردان                                                                      |
| فیجی                                                                                       | فیجی                                                                                       |                                                                                            | نماینده نخست‌وزیر (وزیر امور خارجه)                                                         |
| فیلیپین                                                                                    | فیلیپین                                                                                    |                                                                                            | معاون رئیس‌جمهور                                                                            |
| قطر                                                                                        | قطر                                                                                        | حمد بن خلیفه آل ثانی                                                                       | پادشاه                                                                                     |
| کامبوج                                                                                     | کامبوج                                                                                     | هون سن                                                                                     | نخست‌وزیر                                                                                   |
| کامرون                                                                                     | کامرون                                                                                     |                                                                                            |                                                                                            |
| کره شمالی                                                                                  | کره شمالی                                                                                  | کیم یونگ-نام                                                                               | نماینده ویژه (رئیس مجمع عالی خلق جمهوری دموکراتیک کره)                                     |
| کلمبیا                                                                                     | کلمبیا                                                                                     |                                                                                            | معاون سفیر و نماینده دائمی در سازمان ملل متحد؛ نیویورک                                     |
| کنیا                                                                                       | کنیا                                                                                       |                                                                                            | رئیس اداره وزارت امور خارجه                                                                |
| کوبا                                                                                       | کوبا                                                                                       | ماچادور ونتورا                                                                             | معاون اول رئیس‌جمهور                                                                        |
| کومور                                                                                      | کومور                                                                                      |                                                                                            | معاون اول رئیس‌جمهور                                                                        |
| کویت                                                                                       | کویت                                                                                       | محمد صباح سالم الصباح                                                                      | وزیر امور خارجه                                                                            |
| کیپ ورد                                                                                    | کیپ ورد                                                                                    |                                                                                            |                                                                                            |
| گابن                                                                                       | گابن                                                                                       | گای نازوبا نداما                                                                           | رئیس مجلس                                                                                  |
| گامبیا                                                                                     | گامبیا                                                                                     |                                                                                            | سفیر و نماینده دائمی در سازمان ملل متحد                                                    |
| گرنادا                                                                                     | گرانادا                                                                                    |                                                                                            | وزیر کار، توسعه جسمانی و تأسیسات عمومی                                                     |
| گواتمالا                                                                                   | گواتمالا                                                                                   |                                                                                            | معاون وزارت امور خارجه                                                                     |
| گویان                                                                                      | گویان                                                                                      |                                                                                            | وزیر مسکن و مدیر کل وزارت امور خارجه                                                       |
| گینه                                                                                       | گینه                                                                                       |                                                                                            |                                                                                            |
| گینه استوایی                                                                               | گینه استوایی                                                                               |                                                                                            |                                                                                            |
| گینه بیسائو                                                                                | گینه بیسائو                                                                                | شریفو نهامانجو                                                                             | رئیس‌جمهور                                                                                  |
| لائوس                                                                                      | لائوس                                                                                      | فونگ ساوات                                                                                 | فرستاده ویژه رئیس‌جمهور (وزیر دفتر رئیس‌جمهور)                                               |
| لبنان                                                                                      | لبنان                                                                                      | میشل سلیمان                                                                                | رئیس‌جمهور                                                                                  |
| لسوتو                                                                                      | لسوتو                                                                                      | متوجوا متسینگ                                                                              | معاون نخست‌وزیر                                                                             |
| لیبریا                                                                                     | لیبریا                                                                                     |                                                                                            | سفیر در مصر                                                                                |
| لیبی                                                                                       | لیبی                                                                                       | عاشور بن خیال                                                                              | وزیر امور خارجه                                                                            |
| ماداگاسکار                                                                                 | ماداگاسکار                                                                                 |                                                                                            |                                                                                            |
| مالاوی                                                                                     | مالاوی                                                                                     |                                                                                            | معاون مدیر کل وزارت امور خارجه                                                             |
| مالدیو                                                                                     | مالدیو                                                                                     |                                                                                            | وزیر امور خارجه                                                                            |
| مالزی                                                                                      | مالزی                                                                                      | عنیفه امان                                                                                 | وزیر امور خارجه                                                                            |
| مالی                                                                                       | مالی                                                                                       |                                                                                            | وزیر امور خارجه و همکاری‌های بین‌المللی                                                      |
| مراکش                                                                                      | مراکش                                                                                      | یوسف عمرانی                                                                                | وزیر امور خارجه                                                                            |
| مصر                                                                                        | مصر                                                                                        | محمد مرسی                                                                                  | رئیس‌جمهور                                                                                  |
| مغولستان                                                                                   | مغولستان                                                                                   | تساخیاگین البگدورج                                                                         | رئیس‌جمهور                                                                                  |
| موریتانی                                                                                   | موریتانی                                                                                   | محمدولد عبدالعزیز                                                                          | رئیس‌جمهور                                                                                  |
| موریس                                                                                      | موریس                                                                                      |                                                                                            | وزیر امور خارجه                                                                            |
| موزامبیک                                                                                   | موزامبیک                                                                                   |                                                                                            | وزیر امور اجتماعی                                                                          |
| میانمار                                                                                    | میانمار                                                                                    | وونا مونگلین                                                                               | وزیر امور خارجه                                                                            |
| نامیبیا                                                                                    | نامیبیا                                                                                    | یوتونی نجوما                                                                               | وزیر امور خارجه                                                                            |
| نپال                                                                                       | نپال                                                                                       | بابورام باتارای                                                                            | نخست‌وزیر                                                                                   |
| نیجر                                                                                       | نیجر                                                                                       |                                                                                            | وزیر امور خارجه                                                                            |
| نیجریه                                                                                     | نیجریه                                                                                     | آرک نمدی سامبو                                                                             | معاون رئیس‌جمهور                                                                            |
| نیکاراگوئه                                                                                 | نیکاراگوئه                                                                                 |                                                                                            | وزیر امور خارجه                                                                            |
| وانواتو                                                                                    | وانواتو                                                                                    |                                                                                            |                                                                                            |
| ونزوئلا                                                                                    | ونزوئلا                                                                                    | نیکلاس مادورو                                                                              | معاون سیاسی رئیس‌جمهور و وزیر امور خارجه وقت                                                |
| ویتنام                                                                                     | ویتنام                                                                                     |                                                                                            | وزیر امور خارجه                                                                            |
| هائیتی                                                                                     | هائیتی                                                                                     |                                                                                            |                                                                                            |
| هند                                                                                        | هند                                                                                        | منموهن سینگ                                                                                | نخست‌وزیر                                                                                   |
| هندوراس                                                                                    | هندوراس                                                                                    |                                                                                            |                                                                                            |
| یمن                                                                                        | یمن                                                                                        |                                                                                            | قائم مقام وزیر امور خارجه                                                                  |
| کشورهای ناظر یا مهمان                                                                      |                                                                                            |                                                                                            |                                                                                            |
| کشور                                                                                       | کشور                                                                                       | نماینده                                                                                    | عنوان                                                                                      |
| ارمنستان                                                                                   | ارمنستان                                                                                   | سرژ سرکیسیان                                                                               | رئیس‌جمهور                                                                                  |
| اوکراین                                                                                    | اکراین                                                                                     |                                                                                            | معاون وزیر امورخارجه                                                                       |
| استرالیا                                                                                   | استرالیا                                                                                   |                                                                                            | فرستاده ویژه نخست‌وزیر                                                                      |
| السالوادور                                                                                 | السالوادور                                                                                 |                                                                                            | سفیر درهند                                                                                 |
| اروگوئه                                                                                    | اوروگوئه                                                                                   |                                                                                            | سفیر                                                                                       |
| برزیل                                                                                      | برزیل                                                                                      |                                                                                            | سفیر نماینده دائمی در سازمان ملل متحد                                                      |
| بوسنی و هرزگوین                                                                            | بوسنی و هرزگوین                                                                            |                                                                                            | مدیرکل وزارت امور خارجه                                                                    |
| تاجیکستان                                                                                  | تاجیکستان                                                                                  | امامعلی رحمان                                                                              | رئیس‌جمهور                                                                                  |
| چین                                                                                        | چین                                                                                        |                                                                                            | دستیار وزیر امور خارجه                                                                     |
| روسیه                                                                                      | روسیه                                                                                      |                                                                                            | سفیر سیار                                                                                  |
| سوئیس                                                                                      | سوئیس                                                                                      |                                                                                            | مدیرکل وزارت امور خارجه                                                                    |
| صربستان                                                                                    | صربستان                                                                                    |                                                                                            | وزیر امور خارجه                                                                            |
| قبرس                                                                                       | قبرس                                                                                       |                                                                                            | دبیر سفارت در تهران                                                                        |
| قزاقستان                                                                                   | قزاقستان                                                                                   |                                                                                            | وزیر امور خارجه                                                                            |
| قرقیزستان                                                                                  | قرقیزستان                                                                                  |                                                                                            | معاون وزیر امور خارجه                                                                      |
| کرواسی                                                                                     | کرواسی                                                                                     |                                                                                            | دستیار وزیر امور خارجه                                                                     |
| کره جنوبی                                                                                  | کره جنوبی                                                                                  |                                                                                            | معاون وزیر امور خارجه و تجارت                                                              |
| لوکزامبورگ                                                                                 | لوگزامبورگ                                                                                 |                                                                                            | سفیر                                                                                       |
| مکزیک                                                                                      | مکزیک                                                                                      |                                                                                            | سفیر                                                                                       |
| مونته‌نگرو                                                                                  | مونته‌نگرو                                                                                  |                                                                                            | مدیر کل وزارت امور خارجه                                                                   |
| سازمان‌های ناظر                                                                             |                                                                                            |                                                                                            |                                                                                            |
| سازمان                                                                                     | سازمان                                                                                     | نماینده                                                                                    | عنوان                                                                                      |
|                                                                                            | اتحادیه آفریقا                                                                             | یایی بونی                                                                                  | رئیس                                                                                       |
| اتحادیه عرب                                                                                | اتحادیه عرب                                                                                | نبیل العربی                                                                                | دبیرکل                                                                                     |
| سازمان کنفرانس اسلامی                                                                      | سازمان کنفرانس اسلامی                                                                      | اکمل‌الدین احسان‌اوغلو                                                                       | دبیرکل                                                                                     |
| سازمان ملل متحد                                                                            | سازمان ملل متحد                                                                            | بان کی‌مون                                                                                  | دبیرکل                                                                                     |
|                                                                                            | شورای جهانی صلح                                                                            | سوکورو گومز                                                                                | رئیس                                                                                       |